# Mafalda (miejscowość)
Mafalda – miejscowość i gmina we Włoszech, w regionie Molise, w prowincji Campobasso.
Według danych na rok 2004 gminę zamieszkiwały 1334 osoby, 41,7 os./km².